# Montignac (Hautes-Pyrénées)
Montignac település Franciaországban, Hautes-Pyrénées megyében. Lakosainak száma 136 fő (2022. január 1.). Montignac Angos, Allier, Barbazan-Dessus, Fréchou-Fréchet és Mascaras községekkel határos.

## Népesség
A település népességének változása:
| Lakosok száma | 109  | 128  | 139  | 138  | 142  | 144  | 141  | 139  | 136  |
|               | 2013 | 2015 | 2016 | 2017 | 2018 | 2019 | 2020 | 2021 | 2022 |